# Greater Accra Region
Koordinaten: 5° 42′ N, 0° 6′ W
Die Greater Accra Region (dt. „Groß-Accra-Region“) ist eine Region Ghanas mit der Hauptstadt Accra. Sie ist die kleinste aller Regionen (1,36 % der Gesamtfläche des Landes) und die am dichtesten besiedelte. 25 der 29 Distrikte der Greater Accra Region bilden die Greater Accra Metropolitan Area.

## Geografie
Die Region liegt im Südosten des Landes und grenzt im Westen an die Central Region, im Nordwesten an die Eastern Region und im Nordosten an die Volta Region. Im Süden liegt der Atlantische Ozean.

## Bevölkerung
Die Bevölkerungszahl hat sich von 1984 bis 2000 überwiegend aufgrund von Zuwanderung aus anderen Teilen Ghanas verdoppelt. Altersstruktur und andere Indikatoren deuten jedoch darauf hin, dass die „Fruchtbarkeitsrate“, also das Bevölkerungswachstum durch Geburten, ohne Zuwanderung, in den letzten Jahren deutlich unter dem Landesdurchschnitt lag.
Die Bevölkerung der Region besteht aus mehreren hier heimischen Völkern und aus in den letzten Jahrzehnten zugewanderten Menschen aus ganz Ghana. Die größte einzelne Ethnie der Region stellen die Ga mit etwa 19 % der gesamten Bevölkerung, dicht gefolgt von den Ewe mit ca. 18 %. Schaut man auf die größeren ethnischen Gruppierungen, dominieren die Akanvölker mit etwa 40 %, erst dann folgen die Ga-Adangme mit knapp 30 % und die Ewe mit 18 %. Innerhalb der Akanvölker stellen die Fante und die Aschanti die größten Ethnien, gefolgt von den Akwapim.
Einwohnerentwicklung
| Zensusjahr | Einwohnerzahl |
| ---------- | ------------- |
| 1960       | 0491.817      |
| 1970       | 0851.614      |
| 1984       | 1.431.099     |
| 2000       | 2.905.726     |
| 2010       | 4.010.054     |
| 2021       | 5.455.692     |

## Religion
Mehr als 80 % der Bevölkerung sind Christen. In Accra gibt es einen für Südghana hohen Anteil an Muslime (12 %). Bei der Anhängerschaft traditioneller Religionen gibt es einen deutlichen Unterschied zwischen den großstädtischen Distrikten von Accra und Tema, in denen nur jeweils 0,6 % der Bevölkerung traditionellen Religionen anhängen, und den ländlicheren Distrikten im Osten der Region, in denen sich 11 bzw. 8 % zu traditionellen Religionen bekennen.
Besonders die Zahlen für die Anhängerschaft traditioneller Religionen sind allerdings nur eingeschränkt aussagekräftig. Ein hoher Prozentsatz der Bevölkerung Ghanas bezeichnet sich selbst als Christen oder Muslime, hat aber keine Probleme damit, bei besonderen Problemen oder Anliegen traditionelle Schreine zu besuchen.

## Geschichte
Geschichtsträchtigster Teil der Region ist die Stadt Accra. Im 15. Jahrhundert von den Ga gegründet, um Handel mit den Europäern zu treiben, errichteten drei europäische Mächte hier Festungen: die Briten, Niederländer und die Schweden. 1877 zur Hauptstadt der damaligen Kronkolonie Goldküste erklärt, wurde Accra bald zum politischen wie wirtschaftlichen Zentrum des Landes – und auch zum Zentrum des Widerstands gegen die Kolonialherrschaft (Genaueres s. unter Geschichte Accras). Nach der Unabhängigkeit erklärte der erste Präsident Ghanas Kwame Nkrumah Accra zur „Hauptstadt und zum Wachstumszentrum der nationalen Ökonomie“ Ghanas und förderte die Stadt entsprechend. 1960 wurde sie als Region von der Eastern Region abgetrennt.

## Wirtschaft

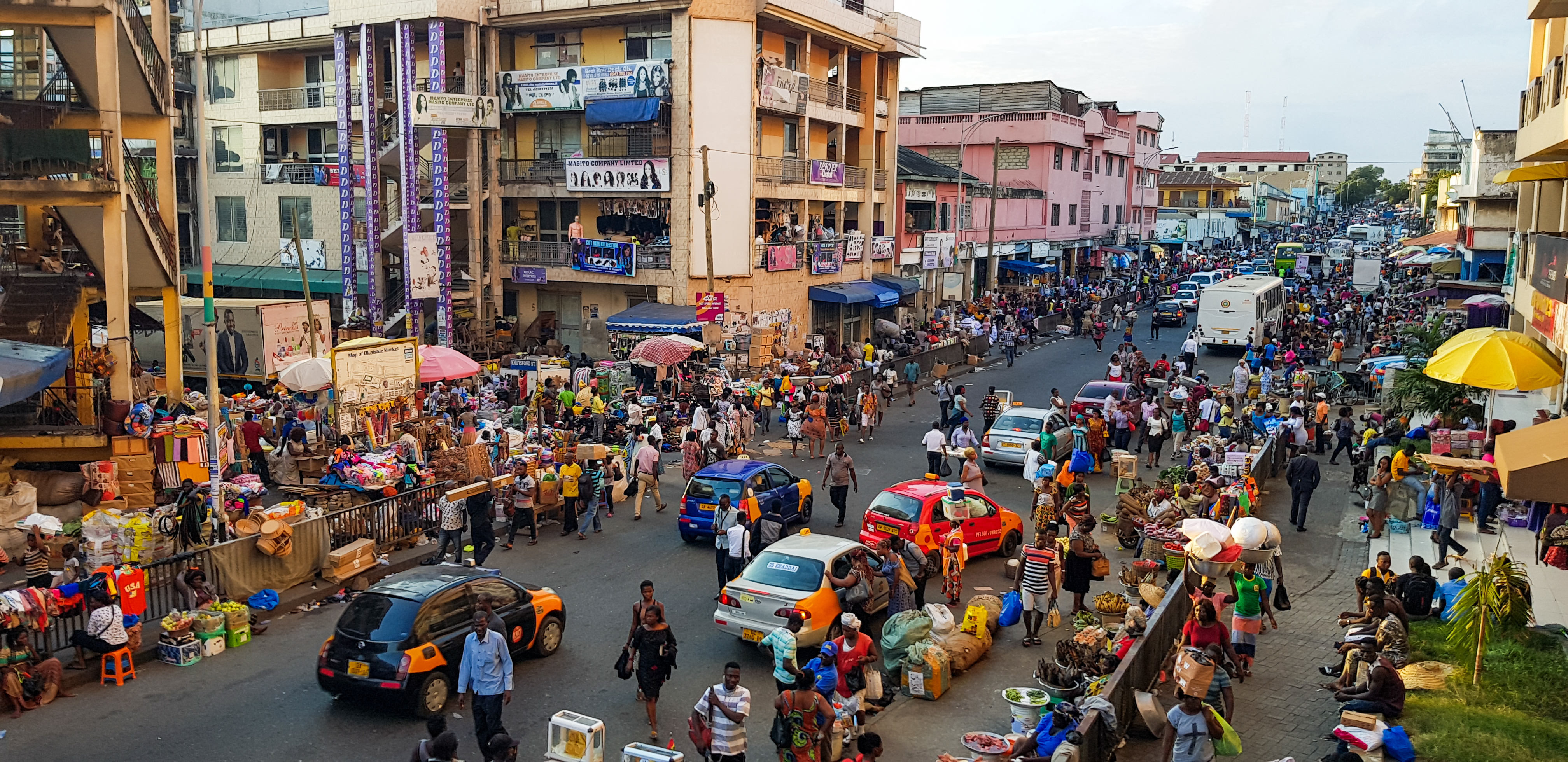
In der Innenstadt von Accra

Die Region Accra/Tema ist das wirtschaftliche und administrative Herz Ghanas. Tema beherbergt den wichtigsten Hafen des Landes, der internationale Flughafen Kotoka International Airport bei Accra ist der wichtigste Flughafen und beide Städte sind über die Eisenbahn mit den zwei bedeutenden Wirtschaftszentren Sekondi-Takoradi und Kumasi verbunden. Nur in den ländlichen Dangme-Distrikten ist noch die Hälfte der Beschäftigten in den Bereichen Landwirtschaft und Fischfang tätig.

## Administrative Gliederung
Die Region gliedert sich in 29 Distrikte:
| Distrikt                        | Hauptort          |
| ------------------------------- | ----------------- |
| Ablekuma Central Municipal      | Lartebiokorshie   |
| Ablekuma North Municipal        | Darkuman          |
| Ablekuma West Municipal         | Dansoman          |
| Accra Metropolitan              | Accra             |
| Ada East                        | Ada Foah          |
| Ada West                        | Sege              |
| Adentan Municipal               | Adenta            |
| Ashaiman Municipal              | Ashaiman          |
| Ayawaso Central Municipal       | Kokomlemle        |
| Ayawaso East Municipal          | Nima              |
| Ayawaso North Municipal         | Accra New Town    |
| Ayawaso West Municipal          | Dzorwulu          |
| Ga Central Municipal            | Sowutuom          |
| Ga East Municipal               | Abokobi           |
| Ga North Municipal              | Ofankor           |
| Ga South Municipal              | Ngleshie Amanfro  |
| Ga West Municipal               | Amasaman          |
| Korle Klottey Municipal         | Osu               |
| Kpone Katamanso Municipal       | Kpone             |
| Krowor Municipal                | Nungua            |
| La Dade Kotopon Municipal       | La                |
| La Nkwantanang Madina Municipal | Madina            |
| Ledzekuku Municipal             | Teshie            |
| Ningo Prampram                  | Prampram          |
| Okaikwei North Municipal        | Tesano            |
| Shai Osudoku                    | Dodowa            |
| Tema Metropolitan               | Tema              |
| Tema West Municipal             | Tema Community 18 |
| Weija Gbawe Municipal           | Weija             |

## Nachweise
1. ↑  2010 Population & Housing Census (Memento vom 12. Juli 2018 im Internet Archive) (PDF-Dokument, 5,5 MB, englisch).
2. ↑  Ghana: Verwaltungsgliederung (Regionen und Bezirke) – Einwohnerzahlen, Grafiken und Karte. Abgerufen am 19. November 2021.
3. ↑  Distriktliste auf ghanadistricts.gov.gh, abgerufen am 19. Dezember 2019.